# 王德明 (正德進士)
王德明（1482年—1537年），字宗周，號一泉，直隸保定府清苑縣人，明朝政治人物。

## 生平
弘治十七年（1504年）甲子科順天鄉試第三十二名舉人，正德三年（1508年）中式戊辰科會試第九名，三甲第一百八十五名進士。授河南封丘知縣，調嘉善知縣，遷戶部主事，以艱歸。起補兵部主事，升員外郎，嘉靖三年（1524年）參與左順門哭諫。晉武選司郎中，出知懷慶府。嘉靖十年（1531年）五月升太常寺少卿提督四夷館，十二年（1533年）七月升都察院右僉都御史、巡撫山西。
十三年（1534年）十二月，晋府宁化王府中尉朱表棹等夜饮大醉，与人斗殴，半夜向王德明告状，德明将表棹等人关押在按察司大獄。于是宗室数百人因此闹事，王德明被罢归。十六年（1537年）卒，年五十六。

## 家族
曾祖王子忠；祖父王浩，遇例冠帶；父王恩，知縣。母楊氏。具慶下。兄王德脩，弟王德新、王德純。子王閥，字維承，號厚菴，嘉靖三十一年壬子科舉人。